# Gentified/ヘンテファイド
『Gentified/ヘンテファイド』（原題: Gentefied）は、2020年から2021年まで配信されたアメリカ合衆国のコメディドラマシリーズ。全2シーズン18話。ロサンゼルスの一角でタコス屋を営むメキシコ系家族を描く。企画・制作はマーヴィン・レモス、リンダ・イヴェット・チャベス、出演はホアキン・コシオ、ジョセフ・ジュリアン・ソリアなど。2020年2月21日にNetflixオリジナル作品として全世界へ配信された。本作はシーズン2への更新が決定し、2021年11月に配信されたが、それで打ち切りとなった。

## あらすじ
ロサンゼルスで、祖父のタコス屋を営む3人のメキシコ系アメリカ人家族。立ち退きの危機に瀕するも、3人はそれぞれの夢を追いながらも結束し、店を救うため奮闘する。

## キャスト

### メイン
カシミール・“ポップ”・モラレス
演 - ホアキン・コシオ
エリック・モラレス
演 - ジョセフ・ジュリアン・ソリア
アナ・モラレス
演 - キャリー・マーティン
クリス・モラレス
演 - カルロス・サントス

### リカーリング
イェシカ
演 - ジュリッサ・カルデロン
ハビエル
演 - ハイメ・アルバレス
オースティン
演 - グレッグ・エリス
リディア
演 - アニー・ゴンザレス
ナイェリ
演 - ビアンカ・メルガー
ベアトリス
演 - ローラ・パタラーノ
Pancho Solis
演 - ラファエル・シグラー
Chuey
演 - アレハンドロ・パティーノ
Norma
演 - ブレンダ・バンダ
Crazy Dave
演 - フェリペ・エスパルザ
Connie
演 - ミシェル・オルティス

## エピソード
| 通算 話数 | タイトル                                 | 監督                 | 脚本                                                       | 公開日        |
| --------- | ---------------------------------------- | -------------------- | ---------------------------------------------------------- | ------------- |
| 1         | "カシミロ" "Casimiro"                    | Marvin Lemus         | Marvin Lemus Linda Yvette Chávez                           | 2020年2月21日 |
| 2         | "保釈金" "Bail Money"                    | Marvin Lemus         | Marvin Lemus Linda Yvette Chávez                           | 2020年2月21日 |
| 3         | "男のプライド" "Bad Hombres"             | アメリカ・フェレーラ | Alessia Costantini                                         | 2020年2月21日 |
| 4         | "無職でどん底" "Unemployed AF"           | アメリカ・フェレーラ | Arielle Díaz                                               | 2020年2月21日 |
| 5         | "壁画" "The Mural"                       | Marta Cunningham     | Linda Yvette Chávez                                        | 2020年2月21日 |
| 6         | "初恋" "The Grapevine"                   | Marta Cunningham     | Marvin Lemus                                               | 2020年2月21日 |
| 7         | "ブラウンラブ" "Brown Love"              | Aurora Guerrero      | Monica Macer                                               | 2020年2月21日 |
| 8         | "働く女" "Women's Work"                  | Aurora Guerrero      | Emilia Serrano                                             | 2020年2月21日 |
| 9         | "正義無くしてタコスなし" "Protest Tacos" | Andrew Ahn           | Monica Macer & Camila María Concepción & Jamie Bess Tunkel | 2020年2月21日 |
| 10        | "デルフィナ" "Delfina"                   | Andrew Ahn           | Linda Yvette Chávez Marvin Lemus                           | 2020年2月21日 |

## 製作
2019年2月6日、Netflixは本作の製作を発表した。2020年5月18日、Netflixは第2シーズンへの更新を決定し、2021年11月に配信されたが、それで打ち切りとなった。

## 評価

### 批評
本作は批評家から高い評価を受けている。シーズン1は批評集積サイトのRotten Tomatoesに22件のレビューがあり、批評家支持率は91%、平均点は10点満点で7.95点となっている。また、Metacriticには11件のレビューがあり、加重平均値は70/100となっている。